# Marcador de paintball

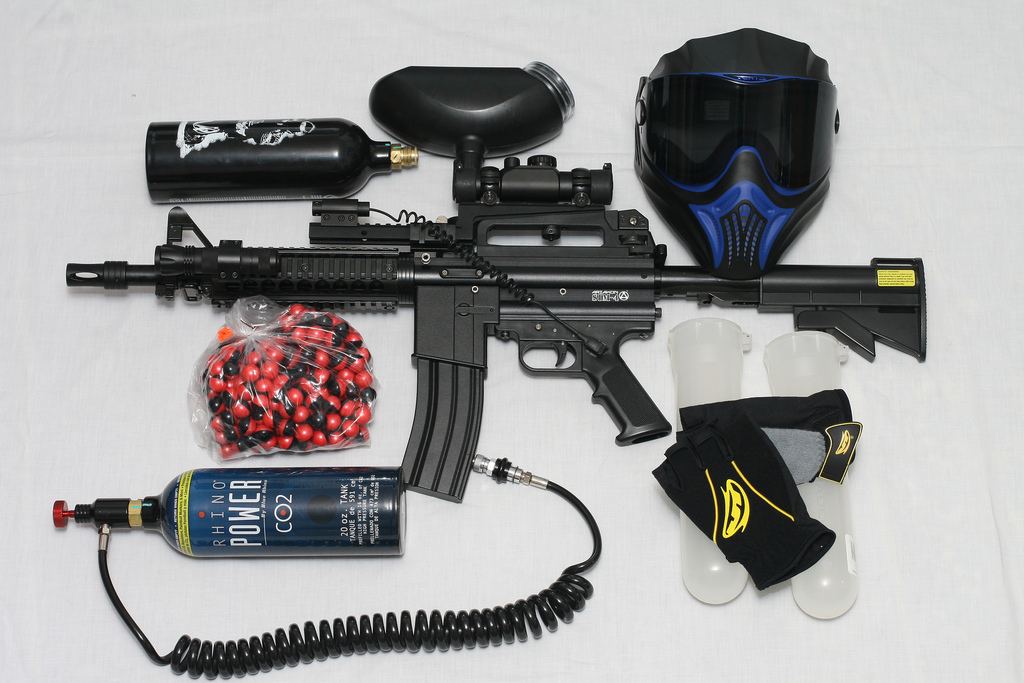
Um marcador de paintball e equipamento relacionado, incluindo munição e máscara protetora

Um marcador de paintball, também conhecido como arma de paintball, é uma arma pneumática adaptada para uso no esporte de tiro desportivo conhecido como paintball. Os marcadores de paintball usam gás comprimido, como dióxido de carbono (CO2) ou ar comprimido (HPA), para impulsionar cápsulas de gel cheias de corantes chamadas bolas de paintball através do cano e atingir rapidamente um alvo. O termo "marcador" é derivado de seu uso original como uma ferramenta para o pessoal de engenharia florestal marcar árvores e fazendeiros para marcar gado errante.

## Características
A velocidade de saída do cano dos marcadores de paintball é de aproximadamente 90 m/s (300 pés/s). A maioria dos campos de paintball restringe a velocidade a 280-300 fps, e pequenos campos internos podem restringi-lo ainda mais a 250 pés/s. Embora seja possível uma maior velocidade de saída do cano, foi considerado inseguro para uso na maioria dos campos comerciais de paintball.